# ۵۳۲ (خورشیدی)
۵۳۲ پانصد و سی و دومین سال هجری خورشیدی است.